# Olius
Olius este o localitate în Spania în comunitatea Catalonia în provincia Lleida. Este situat pe râul Cardener deasupra rezervorului Sant Ponç. Satul este servit de drumul C-149 între Solsona și Berga. Biserica Sant Esteve d'Olius este un monument istorico-artistic protejat.
În 2006 avea o populație de 582 locuitori.

## Subdiviziunile
Orasul Olius este format din patru sate. În 2005 avea o populație:
- Brics (64)
- El Castellvell (38)
- Olius (118)
- El Pi de Sant Just (395)

Municipalitatea înconjoară Solsona, cu excepția nordului, și include un mic exclave în Solsona.
1. ↑  Nomenclátor Geográfico de Municipios y Entidades de Población (20240402 edition)
2. 1 2   http://www.idescat.cat/pub/?id=aec&n=925&t=2016 Lipsește sau este vid: |title= (ajutor)